# Sybille Bammer
Sybille Bammer (født 27. april 1980 i Linz, Østrig) er en professionel tennisspiller fra Østrig.